# Ružica Meglaj
Ružica Meglaj, coniugata Rimac (Zagabria, 15 febbraio 1941 – Zagabria, 11 luglio 1996), è stata una cestista jugoslava.
Era la sorella di Kornelija Meglaj e la madre di Slaven e Davor Rimac.

## Carriera
Con la Jugoslavia ha disputato due edizioni dei Campionati mondiali (1959, 1964) e sette dei Campionati europei (1958, 1960, 1962, 1964, 1966, 1968, 1970).